# Antispila grimmella
Antispila grimmella is een vlinder uit de familie van de Heliozelidae. De wetenschappelijke naam van de soort is voor het eerst geldig gepubliceerd in 1824 door Hübner.